# Czeskie Kamienie (skały)
Czeskie Kamienie (niem. Mannsteine, 1417 m n.p.m.)  – grupa skał w Karkonoszach na terenie Karkonoskiego Parku Narodowego.
Grupa okazałych granitowych skał położona powyżej grupy skał Fałszywy Kamień. Do 1945 skały były pomnikiem przyrody.

## Szlaki turystyczne
Przez Czeskie Kamienie biegnie szlak turystyczny:
- czerwony szlak - fragment Głównego Szlaku Sudeckiego z Szklarskiej Poręby do Karpacza przez Śląski Grzbiet.